# FCW Florida Heavyweight Championship
Die FCW Florida Heavyweight Championship war der Haupttitel der Wrestling-Promotion Florida Championship Wrestling (FCW). Bei der Promotion handelte es sich um die Entwicklungsliga von World Wrestling Entertainment (WWE). Wie alle Titel im Wrestling wurde der Titel im Rahmen einer Storyline vergeben.

## Hintergrund
Der Titel wurde am 15. Februar 2008 eingeführt und an den Gewinner einer 23-Mann-Battle-Royale vergeben. Jake Hager wurde damit erster Champion. Zwei Monate später, am 22. März 2008, durfte er den amtierenden FCW Southern Heavyweight Champion Heath Miller besiegen und vereinigte so beide Titel.
Der Titel blieb bis zum 12. August 2012 der Haupttitel der Promotion. Im Zuge eines Rebrandings wurde FCW jedoch zu WWE NXT umbenannt und der Titel damit eingestellt. Letzter Titelträger war damit Richie Steamboat. Der Titel wurde anschließend durch den NXT Championship ersetzt.

## Liste der Titelträger
| #  | Champion          | Nr. | Tage | Datum des Titelgewinns | Ort                    | Veranstaltung          | Bemerkung                                                                                                |
| -- | ----------------- | --- | ---- | ---------------------- | ---------------------- | ---------------------- | --- |
| 1  | Jake Hager        | 1   | 216  | 15. Februar 2008       | Tampa, Florida         | Liveshow               | Besiegte Ted DiBiase Jr. als letzter Teilnehmer einer 23-Mann-Battle-Royal                               |
| –  | Vereinigung       | N/A | N/A  | 22. März 2008          | Tampa, Florida         | Liveshow               | Jake Hager besiegte Heath Slater und vereinigte den Titel mit dem FCW Southern Heavyweight Championship. |
| 2  | Sheamus           | 1   | 84   | 18. September 2008     | Tampa, Florida         | Liveshow               | |
| 3  | Eric Escobar      | 1   | 77   | 11. Dezember 2008      | Tampa, Florida         | FCW                    | |
| 4  | Curtis Axel       | 1   | 21   | 26. Februar 2008       | Tampa, Florida         | FCW                    | |
| 5  | Drew McIntyre     | 1   | 84   | 19. März 2009          | Tampa, Florida         | FCW                    | Drew McIntyre besiegte Eric Escobar, nachdem Curtis Axel den Titel verletzungsbedingt aufgeben musste.   |
| 6  | Tyler Reks        | 1   | 63   | 11. Juni 2009          | Tampa, Florida         | FCW                    | |
| 7  | Heath Slater      | 1   | 42   | 13. August 2009        | Tampa, Florida         | FCW                    | |
| 8  | PJ Black          | 1   | 175  | 24. September 2009     | Tampa, Florida         | FCW                    | |
| 9  | Alex Riley        | 1   | 126  | 18. März 2010          | Tampa, Florida         | FCW                    | |
| 10 | Mason Ryan        | 1   | 196  | 22. Juli 2010          | Tampa, Florida         | FCW                    | |
| 11 | Bo Dallas         | 1   | <1   | 3. Februar 2011        | Tampa, Florida         | March of the Champions | |
| 12 | Lucky Cannon      | 1   | 105  | 3. Februar 2011        | Tampa, Florida         | March of the Champions | |
| 13 | Bo Dallas         | 2   | 105  | 19. Mai 2011           | Tampa, Florida         | FCW                    | |
| -  | Titel vakant      | -   | -    | 1. September 2011      | Tampa, Florida         | FCW                    | Titel wurde vakant, nachdem sich Rotundo verletzte.                                                      |
| 14 | Leo Kruger        | 1   | 154  | 1. September 2011      | Tampa, Florida         | FCW                    | Gewann ein Fatal-Four-Way-Match gegen Dean Ambrose, Bray Wyatt und Damien Sandow.                        |
| 15 | Mike Dalton       | 1   | 21   | 2. Februar 2012        | Tampa, Florida         | FCW                    | |
| 16 | Leo Kruger        | 2   | <1   | 23. Februar 2012       | Tampa, Florida         | FCW                    | |
| 17 | Seth Rollins      | 1   | 114  | 23. Februar 2012       | Tampa, Florida         | FCW                    | |
| 18 | Victor            | 1   | <1   | 16. Juni 2012          | Crystal River, Florida | Liveshow               | |
| 19 | Bo Dallas         | 3   | 27   | 16. Juni 2012          | Crystal River, Florida | Liveshow               | |
| 20 | Victor            | 2   | 7    | 13. Juli 2012          | Punta Gorda, Florida   | Liveshow               | |
| 21 | Richie Steamboat  | 1   | 25   | 20. Juli 2012          | St. Augustine, Florida | Liveshow               | |
| -  | Titel eingestellt | -   | -    | 14. August 2012        | Tampa, Florida         | N/A                    | Nach der Umbenennung der FCW in NXT wurde der Titel eingestellt.                                         |

## Statistik

### Titelstatistiken
| Rekord                           | Rekordhalter                        | Einheit  |
| -------------------------------- | ----------------------------------- | -------- |
| Meiste Titelgewinne              | Bo Rotundo/Bo Dallas                | 3 mal    |
| Längste Regentschaft (am Stück)  | Jake Hager                          | 216 Tage |
| Längste Regentschaft (insgesamt) | Jake Hager                          | 216 Tage |
| Kürzeste Regentschaft            | Bo Rotundo, Leo Kruger, Rick Victor | <1 Tag   |
| Ältester Titelträger             | Sheamus O'Shaunessy                 | 31       |
| Jüngster Titelträger             | Jake Hager                          | 20       |
| Schwerster Titelträger           | Mason Ryan                          | 131 kg   |
| Leichtester Titelträger          | Mike Dalton                         | 96 kg    |
| Größter Titelträger              | Jake Hager                          | 2,01 m   |
| Kleinster Titelträger            | Mike Dalton                         | 1,83 m   |

### Einzelliste
| Rang | Champion             | Anzahl | Tage |
| ---- | -------------------- | ------ | ---- |
| 1    | Jake Hager           | 1      | 216  |
| 2    | Mason Ryan           | 1      | 196  |
| 3    | Justin Angel         | 1      | 175  |
| 4    | Leo Kruger           | 2      | 154  |
| 5    | Bo Rotundo/Bo Dallas | 3      | 132  |
| 6    | Alex Riley           | 1      | 126  |
| 7    | Seth Rollins         | 1      | 114  |
| 8    | Lucky Cannon         | 1      | 105  |
| 9    | Sheamus O’Shaunessy  | 1      | 84   |
| 9    | Drew McIntyre        | 1      | 84   |
| 11   | Eric Escobar         | 1      | 77   |
| 12   | Tyler Reks           | 1      | 63   |
| 13   | Heath Miller         | 1      | 42   |
| 14   | Richie Steamboat     | 1      | 25   |
| 15   | Joe Hennig           | 1      | 21   |
| 15   | Mike Dalton          | 1      | 21   |
| 17   | Rick Victor          | 2      | 7    |